# Христос Възкръсналия (Раковски)
„Христос Възкръсналия“ е римокатолически параклис, действащ обреден дом на Софийско-пловдивската епархия в град Раковски.

## История на храма
На 5 август 2012 г. е благословен основният камък на нов параклис в град Раковски. В строителството му с доброволен труд се включват строители и строителни бригади от града, подпомогнати от местния бизнес. Строителните материали за закупени със средства на епархията и дарения.
Проектът и конструктивният план са безвъзмездно дело на арх. Светослав Фъсов, главен архитект на общината по това време и инж. Младен Шишков, председател на Общински съвет в града и бъдещ народен представител в от XLIV народно събрание до XLVIII народно събрание.
Общината дарява терен от 533 кв. м. до входа на гробищния парк в енорията. Сградата има осмоъгълна форма с пирамидален купол с височина 12 м (14 м. с кръста). Вътрешната площ е 130 кв. м., а общата застоена площ е над 200 кв. м.
На 4 ноември същата година – по време на честването на католическия празник „Вси светии“ – храмът е благословен и олтарът – осветен от епископ Георги Йовчев в присъствието на над четири хиляди вярващи от града и епархията.
Параклисът е предназначен за заупокойни молитви и църковни погребални обреди. Стопанисва се от енорията „Пресвето сърце Исусово“. Енорист по време на изграждане на храма е отец Димитър Димитров.

## Гробищен парк
В гробищния парк до параклиса са издигнати:
- Паметник на загиналите в Балканската война (камък, 1,5 м x 0,6 м) с надпис „В памет на славните борци паднали на бойното поле през Бълг-тур-гръц-сръбската война 1912-1913 г. Вечна ви памет скъпи синове. От ваши роднини и приятели - Палас, Булаир, Криволак, Калнианско поле“ (местата, където са убити).
- Паметник на загиналите в Европейската война (камък, 1,5 м x 0,6 м) с надпис „В памет на славните борци паднали на бойното поле през Българ-сръбско-англо-френска-романска войни през 1915-16-17-18 г. Вечна ви памет скъпи синове. От ваши роднини и приятели. Костите ни изсъхнаха и ние сме погинали! Духни Господи върху тези убити и ще живеят.“
- Паметна плоча на отците Едуард Валпа и Самуил Нутини

В парка са погребани:
- епископ Самуил Джундрин
- отец Йосиф Търновалийски, капелан на цар Фердинанд
- отец д-р Петър Сарийски
- Ангел Пендаков
- д-р Габриел Алексиев

След Чирпанското земетресение костите на следните отци, погребани преди това в енорийската църква, са пренесени в гробищата:
- Едуард Валпа
- Самуил Нутини
- д-р Яко Яковски
- Йосиф Арабаджийски

## Галерия
- Паметник на загиналите в Балканската война
- Паметник на загиналите в Европейската война
- Паметна плоча на отците Едуард Валпа и Самуил Нутини
- Надгробна плоча на отeц Яко Яковски и сестра му